# سوکه (سرخاندان)
سوکه انگلیسی: 宗家 Sōke یک اصطلاح به معنی سر خانواده (خانه) است. در قلمرو هنرهای سنتی ژاپن، به صورت مترادف با واژه ایه‌موتو است؛ بنابراین، اغلب برای نشان دادن «سرپرست» (یا بعضی اوقات به عنوان «سر خانواده» یا حتی «استاد بزرگ») استفاده می‌شود.